# روهر بای هارتبرگ
روهر بای هارتبرگ (به آلمانی: Rohr bei Hartberg) یک منطقهٔ مسکونی در اتریش است که در هارتبرگ فورستنفلد واقع شده‌است. روهر بای هارتبرگ ۱۶٫۷۹ کیلومتر مربع مساحت دارد ۳۵۶ متر بالاتر از سطح دریا واقع شده‌است.